# Nobia
Nobia AB är en svensk koncern inom köksbranschen.  
Nobia var ursprungligen en del av STORA, och bildades när Industri Kapital köpte Nobia 1996. Den är noterat på Stockholmsbörsen. Verksamheten består av utveckling, tillverkning och försäljning av kökslösningar genom ett tjugotal varumärken. Nobia hade cirka 6 000 medarbetare och en omsättning om knappt 13 miljarder kronor år 2016. Huvudmarknaderna är Norden, Storbritannien och Österrike.  

## Historik
Nobia bildades 1996 av Industri Kapital genom ett utköp från STORA, med en nordisk kärnverksamhet omfattande dörrar, fönster och kök samt en grossiströrelse för byggmateriel. Olönsam exportverksamhet avvecklades och ett fokus på kärnverksamheten påbörjades, med decentraliserat lönsamhetsansvar för affärsenheterna. Köksrörelsen omsatte ungefär 1,5 miljarder kronor och omfattade varumärken som danska HTH, norska Sigdal och svenska Marbodal.
Nobia introducerades på Stockholmsbörsen år 2002;  omsättningen uppgick då till 9,6 miljarder kronor. 2003 uppstod en rättslig tvist mellan Nobia och den tyska kökstillverkaren Nobilia på grund av risken för förväxling mellan de två namnen. Sedan 2019 är Jon Sintorn verkställande direktör och koncernchef.
En ny fabrik är under uppbyggnad i Torsvik i Jönköping, som beräknas vara i full produktion 2024.

## Nobia-gruppen
I koncernen ingår ett flertal kökstillverkare som fortsätter att verka som fristående företag, och i koncernen ingår ett flertal kökstillverkare som fortsätter att verka som fristående företag.
Danmark:
- HTH (sedan 1996)
- Invita (sedan 2000)
- uno form (sedan 1996)

Tyskland:
- Poggenpohl inklusive Goldreif (2000 till 2017, sålt till Adcuram)
- Optifit (sedan 2000, 2013 självständig igen)
- Pronorm (sålt 2010 till DMG-guppen)

Finland:
- Novart inklusive varumärkena À la carte, Parma och Petra (sedan 1998)

Frankrike:
- Hygena (2006 till 2014, sålt till Fournier)

Storbritannien:
- Gower (sedan 2003)
- Interior Solutions (sedan 2001)
- Magnet (sedan 2001)
- Rixonway Kitchens inkl. Halvanto (sedan 2014)
- Commodore Kitchens inkl. CIE Plc (sedan 2015)

Nederländerna:
- Bribus (sedan 2018)

Norge:
- Norema (sedan 2000)
- Sigdal (sedan 1996)

Österrike:
- EWE (sedan 2005)
- FM Küchen (sedan 2005)
- Intuo (sedan 2009)

Sverige:
- Marbodal (sedan 1996)
- Myresjö (sedan 1996, till en början under Poggenpohl, slogs samman med Marbodal 2014)